# Antonio Zecchini
Antonino Zecchini SJ (ur. 7 grudnia 1864 w Viseo we Włoszech, zm. 17 marca 1935 w Rydze) – włoski duchowny rzymskokatolicki, jezuita, arcybiskup tytularny, administrator apostolski Estonii w latach 1924–1931, nuncjusz apostolski na Łotwie w latach 1924–1935.

## Życiorys
Antonino Zecchini urodził się w 1864 r. Wstąpił do zakonu jezuitów. Święcenia kapłańskie otrzymał 25 czerwca 1893 r. Potem pracował w dyplomacji Stolicy Apostolskiej. 10 kwietnia 1924 r. został wysłany do Estonii jako wizytator apostolski. Rok później, 20 października został mianowany arcybiskupem tytularnym Myry oraz delegatem apostolskim dla Litwy, Łotwy i Estonii. Jego konsekracja miała miejsce 21 grudnia 1922 r.
Wraz z utworzeniem przez papieża Administratury Apostolskiej Estonii został jej zarządcą. Dobra znajomość spraw Europy Wschodniej spowodowała, że 14 kwietnia 1926 r. został nuncjuszem apostolskim na Łotwie. Na Litwie udało mu się doprowadzić do zawarcia konkordatu między Rzymem a tym państwem.
13 maja 1931 r. papież Pius XI zwolnił go z funkcji administratora apostolskiego Estonii, powierzając to zadanie proboszczowi Tallinna Eduardowi Prfittlichowi. Do swojej śmierci w 1935 r. pozostał nuncjuszem na Łotwie i w Estonii. Został pochowany w Rydze, gdzie na jego pogrzeb przybyło 100 tys. ludzi, co było jedną z największych manifestacji w tym państwie w okresie dwudziestolecia międzywojennego.